# Buschzulage
Buschzulage bezeichnet umgangssprachlich eine Zulage für deutsche Beamte oder Soldaten für Dienst abseits ihrer Heimat.

## Begriffsentstehung
Ursprünglich war „Buschzulage“ eine redensartliche Wortschöpfung für die Zulage der kaiserlich-deutschen Beamten, die in die Kolonialländer Afrikas entsandt wurden – analog zu Wortbildungen wie Buschmann oder Buschmesser. Nach 1960 wurde Buschgeld von Bundeswehrsoldaten für 'Manövergeld, -zulage' gebraucht.

## Sonderzahlung für westdeutsche Beamte in den Neuen Bundesländern
In den 1990er-Jahren bezeichnete „Buschzulage“ umgangssprachlich zudem eine zwischen 1990 und Mitte 1995 geltende Sonderzahlung für Beamte aus den alten Bundesländern, die zusätzlich zum Westgehalt im Osten der Republik bezahlt wurde, um einen Anreiz zu einer zeitweiligen Arbeit dort zu bieten. Anfangs von fast allen toleriert, erregte sie schnell Unmut, da „Busch“ vermeintlich für eine infrastrukturschwache und zuweilen trostlose Gegend (etwa australischer Busch) stehe; die Zulage als Ausgleich dafür, trotz dieser vermeintlichen Nachteile in diese Gegend zu gehen. Mit „Busch“ waren in diesem Zusammenhang die neuen Bundesländer gemeint. Grund für den mit der Buschzulage verbundenen Unmut war zum einen die Herabwürdigung von Ostdeutschland und seinen Einwohnern, unterstellt „Busch“ doch „Unzivilisiertheit“, zum anderen die damit verbundene Diskriminierung Ostdeutscher, die im Gegensatz zu Westdeutschen nicht in der Genuss dieser Zulage kommen konnten. Der Journalist Roland Tichy bezeichnete seine Tätigkeit als Berater des Rundfunkbeauftragten Rudolf Mühlfenzl ab 1990 als die eines „Buschoffiziers“.